# Pratt & Whitney PW2000
I Pratt & Whitney PW2000, conosciuti anche con la designazione militare F117, compongono una famiglia di motori aeronautici turboventola prodotti dall'azienda statunitense Pratt & Whitney. Progettati come propulsori per i Boeing 757, sono stati montati anche sui velivoli militari C-17 Globemaster III.

## Storia del progetto

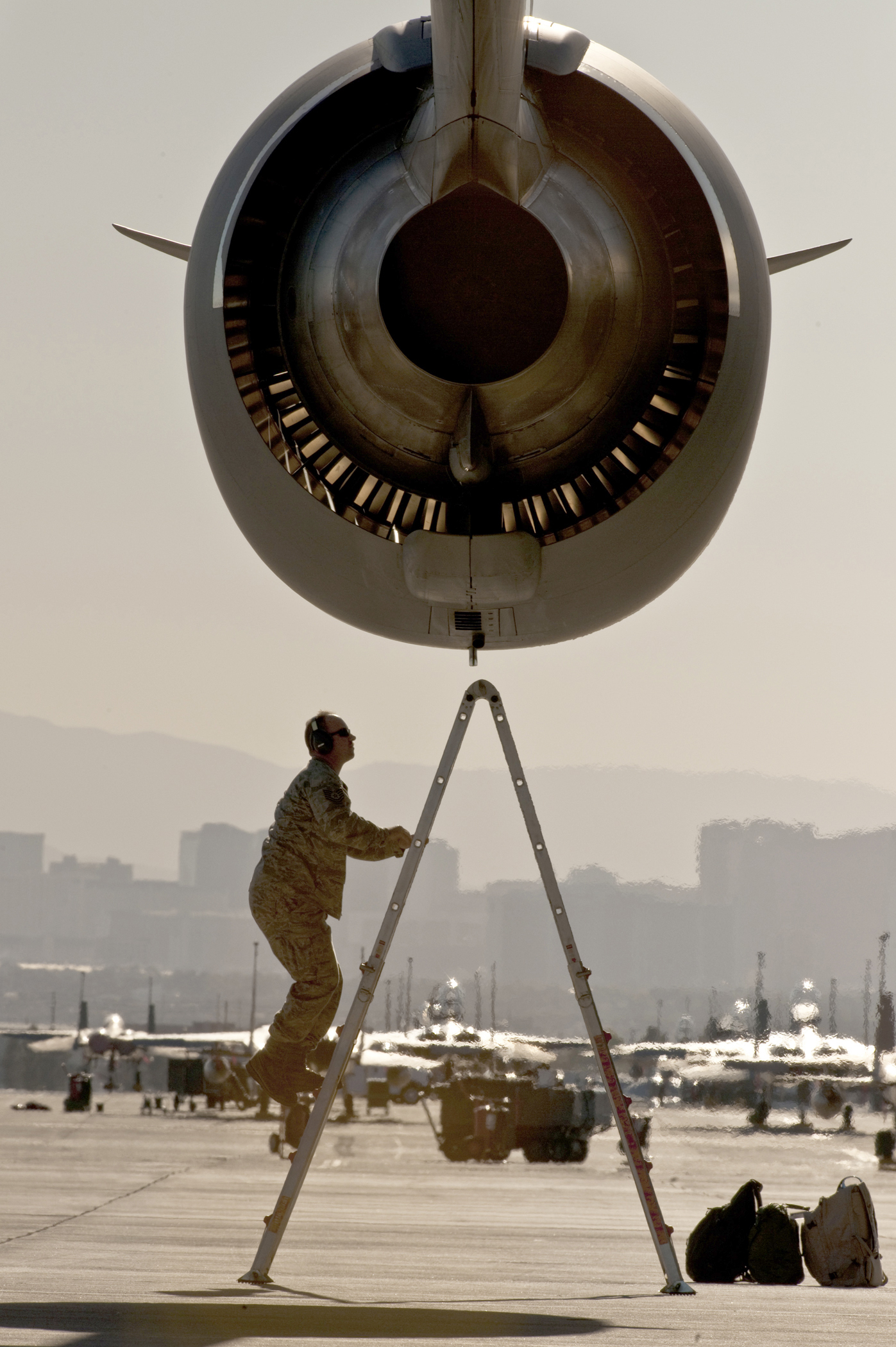
Un F117 montato su un C-17 dell'USAF sottoposto a controllo post volo.

Il PW2000 venne certificato nel 1984. Si trattó della prima certificazione per un motore civile dotato del sistema di controllo FADEC.
Alcune componenti, come la turbina a bassa pressione e l'involucro che la contiene, vengono prodotte dall'azienda tedesca MTU Aero Engines, che detiene il 21,2 % del progetto.
Il primo motore della serie PW2000, il PW 2037, entrò in servizio come apparato del Boeing 757-200 consegnato alla Delta Air Lines, che fu il cliente di lancio per questa famiglia di propulsori.
I PW2000 vengono anche impiegati in campo militare. Il Dipartimento della Difesa degli Stati Uniti ha scelto questo tipo di motore per alimentare il velivolo da trasporto C-17 Globemaster III, dandogli la denominazione di F117.
Il primo volo del C-17 con questo propulsore avvenne nel 1991.
Dal 1993 i PW2000 alimentano anche l'Ilyushin Il-96M.

## Velivoli utilizzatori
- Boeing 757-200
- C-17 Globemaster III
- Ilyushin Il-96M